# Somebody Somewhere
Somebody Somewhere é uma série de televisão americana de comédia dramática estrelada por Bridget Everett e criada por Hannah Bos e Paul Thureen. A série estreou na HBO em 16 de janeiro de 2022. Em fevereiro de 2022, a série foi renovada para uma segunda temporada.

## Premissa
Ambientada em Manhattan, Kansas, a série segue Sam enquanto ela lida com uma crise de meia-idade após a morte de sua irmã.

## Elenco
- Bridget Everett como Sam[2]
- Jeff Hiller como Joel[2]
- Mary Catherine Garrison como Tricia Miller[2]
- Danny McCarthy como Rick[2]
- Mike Hagerty como Ed Miller[2]
- Murray Hill como Fred Rococo[2]
- Jane Drake Brody como Mary Jo
- Jon Hudson Odom como Michael[2]
- Heidi Johanningmeier como Charity[2]

## Episódios

### 1.ª temporada (2022)
| N.º na série | N.º na temp. | Título original            | Dirigido por | Escrito por               | Exibição original       | Audiência (milhões) |
| ------------ | ------------ | -------------------------- | ------------ | ------------------------- | ----------------------- | ------------------- |
| 1            | 1            | "BFD"                      | Jay Duplass  | Hannah Bos & Paul Thureen | 16 de janeiro de 2022   | 0,202               |
| 2            | 2            | "Knick-Knacks and Doodads" | Robert Cohen | Hannah Bos & Paul Thureen | 23 de janeiro de 2022   | 0,113               |
| 3            | 3            | "Egg Shells"               | Robert Cohen | Patricia Breen            | 30 de janeiro de 2022   | 0,093               |
| 4            | 4            | "Feast of St. Francis"     | Robert Cohen | Patricia Breen            | 6 de fevereiro de 2022  | 0,082               |
| 5            | 5            | "Tee-Tee Pa-Pah"           | Jay Duplass  | Hannah Bos & Paul Thureen | 13 de fevereiro de 2022 | 0,118               |
| 6            | 6            | "Life Could Be A Dream"    | Robert Cohen | Patricia Breen            | 20 de fevereiro de 2022 | 0,142               |
| 7            | 7            | "Mrs. Diddles"             | Jay Duplass  | Hannah Bos & Paul Thureen | 27 de fevereiro de 2022 | 0,159               |

## Produção
Em julho de 2020, a HBO encomendou a série Somebody Somewhere, inspirada na vida de Bridget Everett, que desempenha o papel principal e também atua como produtora executiva. Em junho de 2021, o elenco foi anunciado, que incluiu Jeff Hiller, Mary Catherine Garrison, Danny McCarthy, Mike Hagerty, Murray Hill, Jon Hudson Odom e Heidi Johanningmeier. Em fevereiro de 2022, a HBO renovou a série para uma segunda temporada.
A série foi filmada no subúrbio de Chicago, principalmente em Lockport e Warrenville. Os criadores escolheram Chicago como local de filmagem por causa do pool de talentos disponível; Hannah Bos disse: "Lentamos muitos papéis para fora de Chicago, e o pool de talentos era insano. Foi emocionante ter tantas opções para tantos papéis. Sou tendencioso porque amo o estilo de atuação de Chicago — que sinto que é muito fundamentado, muito real, muito matizado — e tivemos muitos atores maravilhosos para atrair para preencher nosso mundo."

## Recepção
Em Rotten Tomatoes, a série detém um índice de aprovação de 100% com base em 19 avaliações, com uma classificação média de 8,2/10. O consenso crítico do site diz: "Liderado por uma cativante Bridget Everett, Somebody Somewhere explora a condição humana com ternura, graça e calor. No Metacritic, a série tem uma pontuação de 86 de 100, com base em 12 avaliações, indicando "aclamação universal".